# 里加提·苏里堂
里加提·苏里堂（維吾爾語：نىجات سۇلتان‎，拉丁维文：Nijat Sultan，1956年10月—），男，维吾尔族，新疆阿图什人，中华人民共和国政治人物，曾任新疆维吾尔自治区交通运输厅厅长、党委副书记，新疆维吾尔自治区人大常委会副主任。